# Ein amerikanischer Quilt
Ein amerikanischer Quilt (Originaltitel: How to Make an American Quilt) ist ein US-amerikanisches Filmdrama von Jocelyn Moorhouse aus dem Jahr 1995. Die Handlung beruht auf einem Roman von Whitney Otto aus dem Jahr 1991. Die Hauptrolle spielt Winona Ryder.

## Handlung
Die College-Absolventin Finn Dodd bereitet sich auf ihren Masterabschluss vor. Nachdem ihr Freund Sam um ihre Hand angehalten hat, will sie Zeit für sich und ihre Semesterferien bei ihrer Großmutter Hy Dodd verbringen, die zu ihrer Schwester Glady Joe Cleary zog, nachdem deren Mann verstorben war. Die Freundinnen der beiden Frauen bereiten zur gleichen Zeit das Nähen eines neuen Quilts vor. Es stellt sich heraus, dass dieser ein Hochzeitsgeschenk für Finn werden soll. Das Thema des Quilts lautet: „Wo die Liebe wohnt.“
Die Frauen, die alle einen Teil ihrer Liebesgeschichten in den Quilt einarbeiten, erzählen nach und nach ihre Geschichten. Finn wird dadurch verunsichert, glaubt sie doch nicht an die Monogamie. Diese Einstellung lebte ihr ihre Mutter Sally vor, die sich bald nach Finns Geburt von ihrem Mann trennte. Finn lernt an einem der heißesten Tage des Sommers einen jungen Mann im Schwimmbad kennen, der ihr den Kopf verdreht. Sie beginnt eine Affäre mit ihm und hofft, dass sie sich dadurch endlich darüber klar wird, ob sie bei ihrem Sam bleiben möchte oder nicht.
Nach langem Hin und Her nimmt ihr ihre Mutter die Entscheidung ab, indem sie ihrer Tochter verkündet, dass sie ihren Vater noch einmal heiraten werde. Finn ist durcheinander und hat ein schlechtes Gewissen wegen des Seitensprungs. Ihre Mutter rät ihr, nichts zu sagen. Nachdem der Quilt fertiggestellt ist, hat sich auch Finn entschieden, bei Sam zu bleiben.

## Kritiken
James Berardinelli schrieb auf ReelViews, die Handlung des Films sei einem Quilt ähnlich. Er lobte stark die Darstellungen, vor allem jene von Winona Ryder, Anne Bancroft, Ellen Burstyn, Maya Angelou, Rip Torn, Claire Danes und Kate Capshaw. Die Anzahl der Figuren im Film sei jedoch zu groß.
Roger Ebert schrieb in der Chicago Sun-Times, dass ihn die Lebensgeschichten von Marianna und Sally am stärksten berührt hätten. Die meisten Figuren wirkten jedoch wie aus Groschenromanen „wiederverwendet“. Die Szene, in der die Blätter von Finns Diplomarbeit von einem Sturm durch die Gärten gewirbelt werden, sei unverzeihlich. Der Sturm diene lediglich als ein „plot device“ (als eine Sache, die in das Drehbuch hineingemogelt wurde, weil damit die Handlung vorangetrieben werden soll).
Die eher skeptische Kritik des Lexikons des internationalen Films lautet: „Eine konventionelle, schönfärberisch inszenierte Sommeridylle, die nur vorgeblich weibliche Selbstverwirklichung, tatsächlich aber konservative Ideale propagiert.“

## Auszeichnungen
Winona Ryder und Dermot Mulroney wurden 1996 für den MTV Movie Award nominiert. Maya Angelou und Alfre Woodard wurden 1996 für den Image Award nominiert. Die Filmbesetzung wurde 1996 für den Screen Actors Guild Award nominiert.